# Камышеватое (Белгородская область)
Камышеватое, в 19 веке Камышеватая — село в Алексеевском районе (городском округе, с 2018) Белгородской области, входит в состав Хрещатовского сельского поселения.

## Описание
Расположено в восточной части области, в 19 км к юго-западу от районного центра, города Алексеевки.
| 1859 | 1897 | 2002 | 2010 |
| ---- | ---- | ---- | ---- |
| 759  | ↗801 | ↘357 | ↘283 |

Улицы и переулки
| - ул. Молодежная - ул. Новая - ул. Центральная - ул. Школьная - ул. Юбилейная |

## История
По преданию, поселение основано как хутор в начале XVIII века предприимчивым алексеевским крестьянином Коваленковым (инициалы не установлены) «при отвершке Наголинской протоки». Заселяли хутор в основном жители слободы Алексеевка. Название от местности — заросших камышами берегов находившегося рядом озера и реки Чёрной Калитвы. Река была полноводной, на ней действовала водяная мельница.
Упоминается как хутор Алексеевской вотчины графа Н. П. Шереметева в документах пятой ревизии 1795 г.
Упоминается в Памятной книжке Воронежской губернии за 1887 год как «слобода Камышеватая» Наголенской волости Бирюченского уезда. Число жителей обоего пола — 767, число дворов — 118.

## Религия
Камышеватое относится к Валуйско-Алексеевской епархии.
В селе действует храм Святителя Тихона Задонского.

### Памятники и мемориалы
Братская могила советских воинов, погибших в боях с фашистскими захватчиками в 1943 году.